# Caserma Villarey

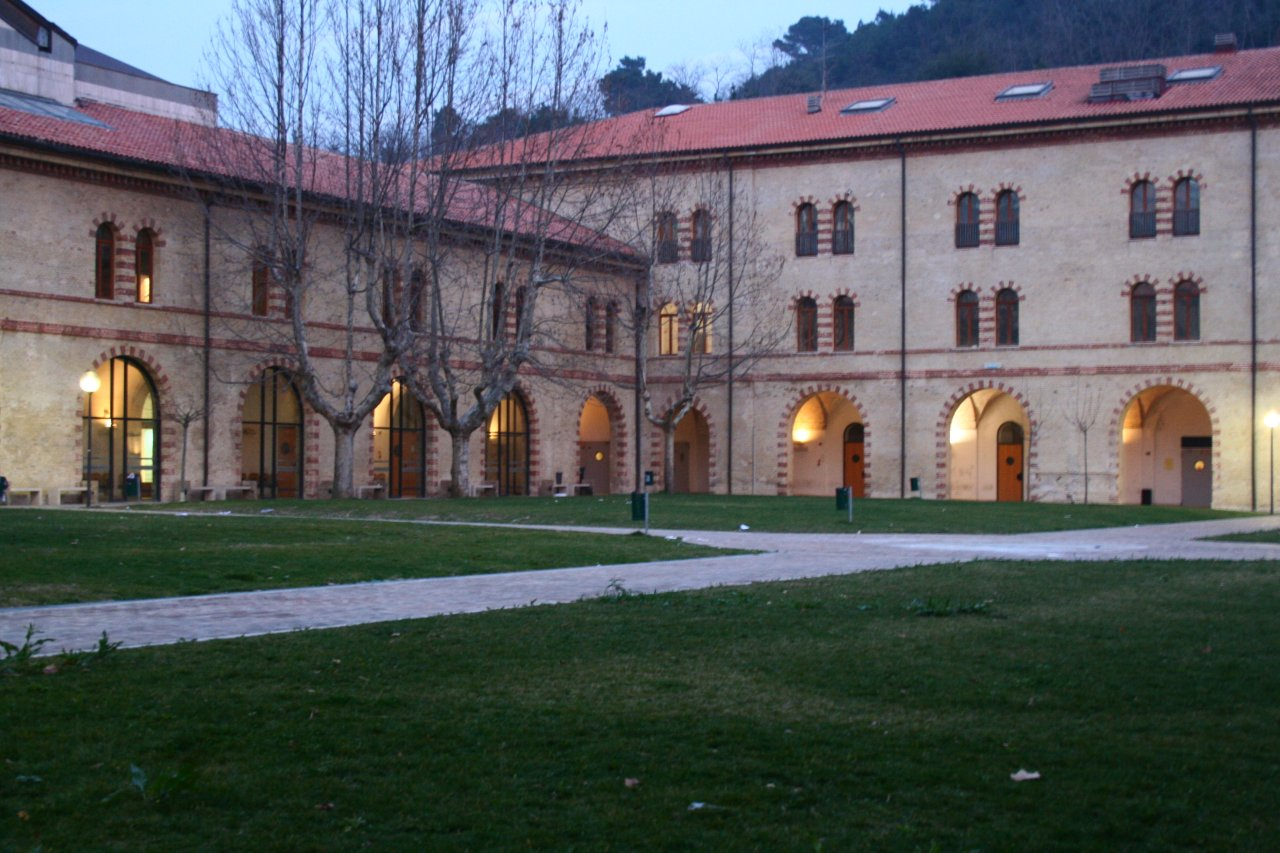
Interno dell'edificio

La caserma Villarey è un edificio di Ancona, inizialmente costruito per scopi militari, opera di Giuseppe Morando.

## Architettura
Costruita tra il 1865 e il 1867, nel periodo in cui Ancona era piazzaforte di prima classe del Regno d'Italia, poteva ospitare oltre 1200 soldati. Nel suo nome la caserma ricorda il generale Onorato Rey di Villarey, caduto da eroe nella Battaglia di Custoza del 1866, nel corso della terza guerra d'indipendenza italiana.
L'edificio ha pianta quadrata con lato di circa 100 m, e all'interno ospita un'ampia corte (62 m x 56 m) circondata da porticato. Altre caratteristiche dell'edificio sono: il bugnato piatto del basamento, le finestre binate (accoppiate due a due) sormontate da archetti a tutto sesto, ed inoltre la muratura a secco con contenimenti in pietra bianca del Conero e pietra rosa del Furlo.

## Storia
Dai primi anni del 1900 e fino al termine della seconda guerra mondiale ha ospitato unità militari del Regio Esercito: è stata la storica sede del 93º Reggimento fanteria "Messina" dai primi anni del 1900, fino al suo scioglimento avvenuto dopo la fine della seconda guerra mondiale, e del comando della Brigata "Messina", di cui era parte anche il 94º Reggimento fanteria "Messina" di stanza a Fano nella caserma "Generale Paolini". Nei primi anni successivi alla fine della prima guerra mondiale per un periodo vi è stato dislocato anche l'11º Reggimento bersaglieri.
Nel giugno del 1920, nella caserma scoppiò la Rivolta dei Bersaglieri, che dilagò prima in Ancona e poi in altre città del centro e della Romagna e tanto fece parlare di sé in Italia. Si contestava la decisione del governo Giolitti di inviare truppe in Albania e fu l'episodio più cruento del biennio rosso.
Dal 1934 Villarey è stata la sede oltre che del 93º e del comando della Brigata anche del quartier generale della 18ª Divisione di fanteria "Messina"; la Divisione, a seguito del programma di riordino dell'Esercito, si costituisce per trasformazione della brigata; venne inviata con i suoi reparti 93º e 94º fanteria e 2º artiglieria sul fronte balcanico ove combatté.
Durante l'occupazione tedesca della città la caserma e le centinaia di soldati che ospitava caddero in mani naziste; l'edificio fu allora lo scenario degli atti coraggiosi di Alda Lausdei, la coraggiosa sarta che salvò tanti soldati italiani dalla deportazione in Germania.
La caserma ha mantenuto le sue funzioni militari anche dopo la fine della seconda guerra mondiale. Dal dopoguerra, dopo lo scioglimento del 93º reggimento e della "Divisione Messina", e fino ai primi anni del 1970 ha ospitato altre unità militari dell'esercito italiano: prima un battaglione del 40º Reggimento fanteria "Bologna", successivamente un distaccamento (due compagnie) del 28º Reggimento "Pavia".
In seguito al terremoto del 1972 la caserma Villarey cessò l'uso come struttura militare e venne impiegata in occasioni di calamità naturali per dare rifugio agli sfollati.
A testimonianza e a ricordo del valore dei fanti italiani è stata riposizionata recentemente nella piazza d'armi, dopo un pregevole restauro, la statua bronzea del fante della Prima Guerra Mondiale, opera dello scultore anconetano Vittorio Morelli. Originariamente la statua era posta all'interno del cortile, in corrispondenza dell'arco opposto all'ingresso principale.
Dall'anno accademico 1998/99 le lezioni per la facoltà di economia dell'Università politecnica delle Marche si tengono in questa sede.